# Teràpia artística
La Teràpia artística és aquella intervenció o intervencions terapèutiques que utilitzen alguna de les diferents disciplines artístiques. Si bé cada un d'aquestes teràpies tenen diferent origen i han desenvolupat un cos teòric particular, sja sigui relacionat amb la disciplina artística usada, ja com a model psicològic en particular (com el psicoanàlisi) es poden agrupar com aquelles que utilitzen el procés creatiu durant una interacció intencionada, amb objectes terapèutics, de rehabilitació, de desenvolupament comunitari i en els àmbits educacionals.
La mirada de l'Art Teràpia està posada en les característiques expressives i creatives de l'obra, és a dir, aquells components subjectius que generen les dinàmiques d'un procés que afavoreix l'obertura d'allò imaginari. Per tant, l'èmfasi de l'art teràpia no està en el resultat si no en el procés. Aquestes dinàmiques que intervenen en els actes creatius generen en el subjecte una actitud espontània de viure el aquí i el ara. D'aquesta manera el moviment, la música, el color, la forma i la línia, actuen com a sintetitzadors de processos interns que poden donar respost al comportament del subjecte creador. Si bé la verbalització pot donar-se de manera espontània en el transcurs d'una sessió, els llenguatges de l'art com a teràpia ofereixen una comunicació no verbal, una nova forma de comunicar que evidencia la racionalització i privilegia els camins recorreguts en l'elaboració de l'objecte, considerat com una extensió del subjecte.
Les teràpies artístiques son eines per al desenvolupament personal. A través d'elles l'individu pot generar una actitud creativa en respecte a la seva pròpia vida, i la seva possibilitat de transformar-la i enriquir-la al mateix temps al seu entorn. La teràpia d'arts expressives invita a les persones o grups a ingressar a un espai creatiu on podrà expressar a través de diferents modalitats artístiques el seu mon interior, identificar i potenciar els seus recursos, enfortint la seva capacitat d'imaginar i transformar les seves dificultats. Es un mètodes per a ampliar el límit de les experiències humanes, per a desenvolupar la intuïció i l'aspecte sensorial a més d'una àrea on les experiències poden ser escollides, variades i repetides a voluntat.
La poiesis és un concepte central en la teràpia de les arts expressives: és la capacitat que tenim tots els essers humans d'arribar al coneixement mitjançant el fer. El fer art permet que la veritat es manifesti a si mateixa i que allò que experimentem es manifesti en si mateix de forma autèntica. Les tècniques més usades son el dibuix, dibuix de formes i dibuix dinàmic. Modelat, pintura en aquarel·la, i l'observació d'obres d'art consagrades.
Aquesta disciplina està essent aplicada com a tractament complementari a les teràpies tradicionals i ha fet aportacions significatives, no només en l'àrea de la salut, i la salut mental, si no també en l'àmbit educacional i en centres comunitaris i socials. En tot cas beneficia a l'individu que pateix entre d'altres trastorns anímics, dels desenvolupament, estats depressius en el tractament de malalties com la sida, càncer, o d'altres malalties cròniques.
La feina de la teràpia artística és entendre l'activitat humana, la seva relació amb la salut i les malalties i impregnar el camp artístic amb pensaments terapèutics. Ha d'adquirir una comprensió íntima d'allò que succeeix en l'home i en els processos que es mou quan una persona exerceix una activitats artística, per exemple quan pinta o modela. Dirigint l'atenció no tant cap a l'objecte artístic creat, si no als processos que viuen i actuen en l'home quan realitza una activitat. La teràpia artística te en compte el destí de cada pacients individual. I la comprensió que en la part anímica-espiritual estan els orígens de tota malaltia. El món dels colors i de les formes ens dona la revelació de tota aquesta interioritat que pot ser observada i ajudada. Treballar amb aquests elements per a marcar un recorregut terapèutic és el seu objectiu. El pacient i el terapeuta recorren un tractament únic i individual.

## Diferents teràpies artístiques
Artteràpia: L'artteràpia és un tipus de teràpia artística que consisteix a la utilització de les Arts plàstiques com a via terapèutica per a sanar trastorns psicològics, tractar pors, bloquejos personals, traumes del passat i altres trastorns. Però a part de les finalitats merament terapèutiques, l'Artteràpia és una tècnica de desenvolupament personal, d'autoconeixement i d'expressió emocional. Per tant, no és necessari tenir cap tipus de trastorn psicològic, si no simplement sentir la necessitat d'explorar-nos a través de l'art.
Teatreteràpia: El teatreteràpia és un espai on som absolutament lliures per a desenvolupar la nostra creativitat fent teatre i sense competències ni bases estereotipades ni judicis ni valors. Es un lloc des d'on partim per treure el nostre potencial i per anar descobrint i treballant els nostres bloquejos, pors, vergonyes i tot allò que no ens permeti expressar-nos en estat pur. El teatreteràpia es basa en tècniques teatrals de tot tipus com el psicodrama, el teatre d'aAugust Boal, Stanislavsk, Grotowsk, jocs d'improvisació, clown, risoteràpia, jocs de rol, treballa en escenes, etc. S'utilitza cada una d'elles en funció de les necessitats individuals o grupals que vagin apareixent. El teatre en si mateix és terapèutic i ens permet sentir des de prismes diferents dels que normalment solem estar immersos invitant-nos a expressar-nos de manera molt diversa.
Musicoteràpia: La musicoteràpia és la utilització de la música i/o dels seus elements (so, melodia, i harmonia) per un musicoterapeuta qualificat amb un pacient o grup, en un procés destinat a facilitar i promoure comunicació, aprenentatge, mobilització, expressió, organització o d'altres objectes terapèutics rellevants, a fi i a efecte d'assistir a les necessitats físiques, psíquiques, socials i cognitives. La musicoteràpia busca descobrir potencials i/o restituir funcions de l'individu perquè ell/ella aconsegueixi una millor organització intra i/o interpersonals i conseqüentment una millor qualitat de vida. A través de la prevenció i rehabilitació en un tractament.
Dansateràpia o Dansa moviment teràpia és utilitzar la dansa i el moviment amb finalitats terapèutiques per a aconseguir la integració de processos corporals, emocionals, i cognitius. El cos i els moviments son els mitjans per a aconseguir el desenvolupament de la personalitat. Per un costat, és una teràpia artística i per l'altre una psicoteràpia corporal que se centra especialment en el que el moviment representa. La finalitat de la Dansateràpia, com de les altres teràpies creatives és la d'oferir un instrument alternatiu per a integrar les experiències prèvies a l'idioma i memòria corporal, estimular la percepció corporal, desenvolupar una imatge corporal real, estimular el moviment personal i l'autèntic, desenvolupar la percepció personals cap als altres per a poder analitzar les emocions viscudes, lidiar amb els conflictes intra i interpsíquics, adquirir noves maneres per a establir vincles i manejar situacions, aprendre a expressar-se i reflexionar sobre el moviment, ser conscient i integrar allò viscut.